# Gert Heerkes
Gerrit Johannes Heerkes, detto Gert (Lutten, 3 novembre 1965), è un allenatore di calcio e dirigente sportivo olandese.